# Csataszög, Jász-Nagykun-Szolnok
Csataszög  este un sat în districtul Szolnok, județul Jász-Nagykun-Szolnok, Ungaria, având o populație de 321 de locuitori (2011). 

## Demografie
Componența etnică a satului Csataszög
     Maghiari (86,84%)
     Romi (11,18%)
     Germani (1,97%)
Componența confesională a satului Csataszög
     Fără religie (31,15%)
     Reformați (8,41%)
     Necunoscută (60,44%)
Conform recensământului din 2011, satul Csataszög avea 321 de locuitori. Din punct de vedere etnic, majoritatea locuitorilor (86,84%) erau maghiari, existând și minorități de romi (11,18%) și germani (1,97%). Nu există o religie majoritară, locuitorii fiind persoane fără religie (31,15%) și reformați (8,41%). Pentru 60,44% din locuitori nu este cunoscută apartenența confesională.